# چبیسزوئیک
چبیسزوئیک (به لاتین: Trzebieszowice) یک سکونتگاه مسکونی در لهستان است که در Gmina Lądek-Zdrój واقع شده‌است.

## خصوصیات
چبیسزوئیک ۱٬۱۵۵ نفر جمعیت دارد و ۴۰۰ متر بالاتر از سطح دریا واقع شده‌است.